# Slamet Riyadi
Slamet Riyadi (Lamongan, Indonesia; 15 de noviembre de 1981) es un exfutbolista de Indonesia que jugaba en la posición de defensa.

## Carrera

### Club
| Periodo   | Club                   |
| --------- | ---------------------- |
| 1998–2001 | PSMS Medan             |
| 2002–2004 | PSPS Pekanbaru         |
| 2005      | Persema Malang         |
| 2006      | Sriwijaya FC           |
| 2007      | Persikabo Bogor        |
| 2008–2009 | PSSB Bireun            |
| 2009–2010 | Sriwijaya FC           |
| 2010–2011 | Persela Lamongan       |
| 2011      | Semen Padang           |
| 2011–2012 | PS Mojokerto Putra     |
| 2012      | Persepam Madura United |
| 2012–2013 | PSPS Pekanbaru         |
| 2014      | Persijap Jepara        |

### Selección nacional
Jugó para Indonesia en seis ocasiones de 1999 a 2010 y participó en la Copa Asiática 2000.

## Logros
- Piala Indonesia (1): 2009/10